# HMS Hugin (P151)
HMS Hugin (P151) var det först sjösatta av de 16 fartyg som ingick i den svenska marinens serie av patrullbåtar av Hugin-klass. Hugin ingick i 5/48/18. patrullbåtsdivisionen som i sin tur ingick i det som var 3. ytstridsflottiljen. Fartyget sjösattes den 3 juni 1977 men levererades först den 3 juli 1978. Det tjänstgjorde under cirka 22 år, varav 15 år på linje. Huvuduppgifterna var att ingå som en del av invasionsförsvaret genom att bekämpa mindre kvalificerade fientliga sjöstridskrafter, övervaka sjöterritoriet, avvisa kränkningar, utföra eskorttjänst samt lägga ut mineringar. Hugin togs ur tjänst samma dag som 18. patrullbåtsdivisionen lades ned, den 30 juni 2001. Fartyget lämnades i "befintligt skick" över till Göteborgs Maritima Centrum, där hon ligger innanför sin föregångare, jagaren HMS Småland (J19).